# Nikolai Karlowitsch Reitzenstein

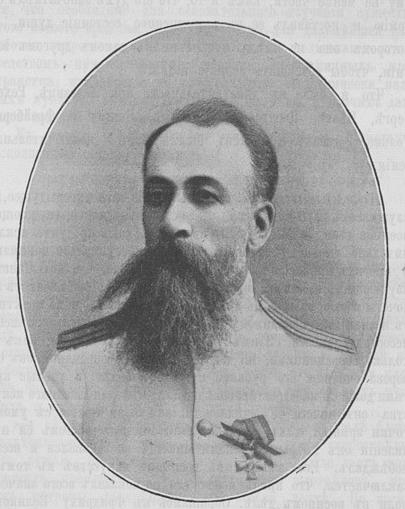
Nikolai Karlowitsch Reitzenstein (1854–1916)

Nikolai Karlowitsch Reitzenstein (russisch Николай Карлович Рейценштейн, wissenschaftliche Transliteration Nikolaj Karlovič Rejcenštejn; * 7. August 1854 in Sankt Petersburg; † 27. November 1916 ebenda)  war ein russischer Marineoffizier, zuletzt Admiral, sowie von 1909 bis 1916 Mitglied des Admiralitätsrates der Kaiserlich Russischen Marine.

## Leben
Reitzenstein wurde als Sohn eines Hofrats des Zaren geboren.
Im September 1870 trat er in das Marinekadettenkorps ein, aus dem er im März 1874 mit dem Dienstgrad eines Seekadetten verabschiedet wurde. Nachdem Reitzenstein im April 1874 in den Dienst der Russischen Flotte übernommen worden war, erreichte er im September 1875 den Dienstgrad eines Mitschmans. Nach Absolvierung einer Ausbildungsklasse für Minenoffiziere von 1876 bis 1877 wurde er zum Minenoffizier der 1. Kategorie befördert und übernahm die Funktion eines Minenoffiziers auf dem Segelschiff Dschigit. 1880 wurde Reitzenstein zum Leutnant zur See ernannt, 1882 erhielt er das Kommando über den Torpedobootzerstörer Tschaika, 1882 wurde er Minenoffizier auf der Fregatte Knjas Poscharsky, 1883 übernahm er das Kommando über den Torpedobootzerstörer Raketa. Im Jahr 1885 wurde Reitzenstein Minenoffizier des Kreuzers Admiral Kornilow.
Nachdem Reitzenstein ab 1886 als Minenoffizier unter Vizeadmiral W. P. Schmidt im Stab des Geschwaderchefs der Pazifischen Flotte gedient hatte, erhielt er 1889 im Baltikum das Kommando über den Torpedobootzerstörer Narwa.
1890 wurde er zum Vorsitzenden der Prüfungskommission für Minen- und Torpedotechnik ernannt. 1891 folgte die Beförderung zum Kapitän 2. Ranges, in den Jahren 1891–1895 war er Erster Offizier des Klippers Rasbojnik, danach befehligte er ab 1895 das Kanonenboot Jersch. Ebenfalls 1895 wurde Reitzenstein zum obersten Minenoffizier des Stabes des Befehlshabers der Baltischen Flotte ernannt und übernahm von 1895 bis 1898 das Kommando über das Transportschiff Ewropa. 1899 war er Beauftragter des Marinetechnischen Komitees beim Rüstungslieferanten Krupp in Deutschland und wurde zum Kapitän 1. Ranges befördert.
Beim Bau des Kreuzers Askold in den Jahren 1900–1904 Jahren war Reitzenstein als Beobachter eingesetzt, ehe er erster Kommandant des Schiffes wurde.
Am 16. Januar 1904 wurde er zum Befehlshaber des Kreuzerverbandes in Wladiwostok ernannt, bevor er am 17. März den Befehl über den Kreuzerverband in Port Arthur übernahm. Reitzenstein wurde am 12. Juli 1904 in den Rang eines Konteradmirals erhoben, als der er den Durchbruch des Kreuzerverbandes aus Port Artur in der Schlacht im Gelben Meer befehligte. Nach der Schlacht lief er mit der stark beschädigten Askold nach dem chinesischen Shanghai, wo Schiff und Besatzung bis zum Friedensschluss mit Japan im Jahr 1906 interniert wurden.
In den Jahren 1907–1909 leitete Reitzenstein die Artillerieausbildungsabteilung der Baltischen Flotte, er wurde 1909 zum Vizeadmiral ernannt.
1910–1912 leitete er das Besondere Komitee zur Organisation der Amur-Flotte, 1912–1916 hatte er den Vorsitz im Besonderen Komitee für die Organisation der küstennahen Verteidigung.
Am 14. April 1913 erhielt Reitzenstein den Admiralsrang, zum Ende des Jahres 1915 wurde er Mitglied des Admiralitätsrates des Marineministeriums.
Er beendete seinen Dienst am 21. Juni 1916 aus Altersgründen.
Nikolai Karlowitsch Reitzenstein verstarb am 27. November 1916 in Sankt Petersburg, das nach der Kriegserklärung des Deutschen Reiches an das Russische Reich in Petrograd umbenannt worden war. Er wurde auf dem dortigen Nowodewitschi-Friedhof beerdigt.